# فيرمونت (مينيسوتا)

## التركيبة السكانية
قام مكتب تعداد الولايات المتحدة بتحديد بيانات التركيبة السكانية لفيرمونت في تعداد الولايات المتحدة. في ما يلي، التركيبة السكانية حسب تعدادي 2000 و2010.

### تعداد عام 2000
بلغ عدد سكان فيرلون 7,307 نسمة بحسب تعداد عام 2000، وبلغ عدد الأسر 2,986 أسرة وعدد العائلات 1,976 عائلة مقيمة في المدينة. في حين سجلت الكثافة السكانية 1,649.7 نسمة لكل ميل مربع (637.0/كم2). وبلغ عدد الوحدات السكنية 3,141 وحدة بمتوسط كثافة قدره 709.1 نسمة لكل ميل مربع (273.8/كم2).
وتوزع التركيب العرقي للمدينة بنسبة 88.81% من البيض و0.07% من الأمريكيين الأصليين و3.30% من الأمريكيين ذوي الأصول الآسيوية و0.01% من سكان جزر المحيط الهادئ و6.12% من الأمريكيين الأفارقة و1.26% من عرقين مختلطين أو أكثر.
بلغ عدد الأسر 2,986 أسرة كانت نسبة 27.0% منها لديها أطفال تحت سن الثامنة عشر تعيش معهم، وبلغت نسبة الأزواج القاطنين مع بعضهم البعض 56.2% من أصل المجموع الكلي للأسر، ونسبة 8.1% من الأسر كان لديها معيلات من الإناث دون وجود شريك، وكانت نسبة 33.8% من غير العائلات. تألفت نسبة 29.2% من أصل جميع الأسر من أفراد ونسبة 12.1% كانوا يعيش معهم شخص وحيد يبلغ من العمر 65 عاماً فما فوق. وبلغ متوسط حجم الأسرة المعيشية 2.85، أما متوسط حجم العائلات فبلغ 2.30.
بلغ العمر الوسطي للسكان 44 عاماً. وكانت نسبة 20.3% من القاطنين تحت سن الثامنة عشر، وكانت نسبة 5.4% بين الثامنة عشر والأربعة وعشرون عاماً، ونسبة 26.0% كانت واقعةً في الفئة العمرية ما بين الخامسة والعشرين حتى الرابعة والأربعين عاماً، ونسبة 24.5% كانت ما بين الخامسة والأربعين حتى الرابعة والستين، ونسبة 23.8% كانت ضمن فئة الخامسة والستين عاماً فما فوق. يوجد لكل 100 أنثى 83.9 ذكر، ويوجد لكل 100 أنثى في الثامنة عشر من عمرها فما فوق 82.0 ذكر.
بلغ متوسط دخل الأسرة في المدينة 62,180 دولار، أما متوسط دخل العائلة فبلغ 78,947 دولار. وكان متوسط دخل الذكور 56,303 دولار مقابل 35,136 دولار للإناث. وسجل دخل الفرد الخاص بالمدينة 34,927 دولار. وكانت نسبة 0.6% من العائلات ونسبة 1.5% من السكان تحت خط الفقر، وكان من هؤلاء نسبة 1.2% تحت سن الثامنة عشر ونسبة 1.5% في الخامسة والستين من العمر وما فوق.

### تعداد عام 2010
بلغ عدد سكان فيرمونت 10,666 نسمة بحسب تعداد عام 2010، وبلغ عدد الأسر 4,812 أسرة وعدد العائلات 2,816 عائلة مقيمة في المدينة. في حين سجلت الكثافة السكانية 709.2 نسمة لكل ميل مربع (273.8/كم2). وبلغ عدد الوحدات السكنية 5,251 وحدة بمتوسط كثافة قدره 349.1 لكل ميل مربع (134.8/كم2).
وتوزع التركيب العرقي للمدينة بنسبة 95.6% من البيض و0.3% من الأمريكيين الأصليين و0.7% من الأمريكيين ذوي الأصول الآسيوية و0.5% من الأمريكيين الأفارقة و1.1% من عرقين مختلطين أو أكثر.
بلغ عدد الأسر 4,812 أسرة كانت نسبة 24.8% منها لديها أطفال تحت سن الثامنة عشر تعيش معهم، وبلغت نسبة الأزواج القاطنين مع بعضهم البعض 45.2% من أصل المجموع الكلي للأسر، ونسبة 9.4% من الأسر كان لديها معيلات من الإناث دون وجود شريك، بينما كانت نسبة 4.0% من الأسر لديها معيلون من الذكور دون وجود شريكة وكانت نسبة 41.5% من غير العائلات. تألفت نسبة 36.0% من أصل جميع الأسر من أفراد ونسبة 16.9% كانوا يعيش معهم شخص وحيد يبلغ من العمر 65 عاماً فما فوق. وبلغ متوسط حجم الأسرة المعيشية 2.78، أما متوسط حجم العائلات فبلغ 2.17.
بلغ العمر الوسطي للسكان 45.5 عاماً. وكانت نسبة 21.4% من القاطنين تحت سن الثامنة عشر، وكانت نسبة 6.9% بين الثامنة عشر والأربعة وعشرون عاماً، ونسبة 21.1% كانت واقعةً في الفئة العمرية ما بين الخامسة والعشرين حتى الرابعة والأربعين عاماً، ونسبة 28.4% كانت ما بين الخامسة والأربعين حتى الرابعة والستين، ونسبة 22.2% كانت ضمن فئة الخامسة والستين عاماً فما فوق. وتوزع التركيب الجنسي للسكان بنسبة 47.5% ذكور و52.5% إناث.

## فيرمونت، مينيسوتا
فيرمونت (بالإنجليزية Fairmont) هي مدينة في مقاطعة مارتن، ولاية مينيسوتا، الولايات المتحدة الأمريكية. وبلغ عدد سكانها 10889 في تعداد عام 2000. وهي مقر مقاطعة مارتن.